# 즈베니고보
즈베니고보(러시아어: Звени́гово, 마리어: Провой)는 러시아 마리옐 공화국의 도시로, 볼가강 좌안과 맞닿아 있으며 마리옐 공화국의 수도 요시카르올라에서 남쪽으로 90km 정도 떨어진 곳에 위치한다. 인구는 12,722명(2002년 기준)이다. 1860년에 신설되었으며 1927년 도시형 정착촌으로 승격되었고 1974년 시로 승격되었다.